# Francesca Thyssen-Bornemisza

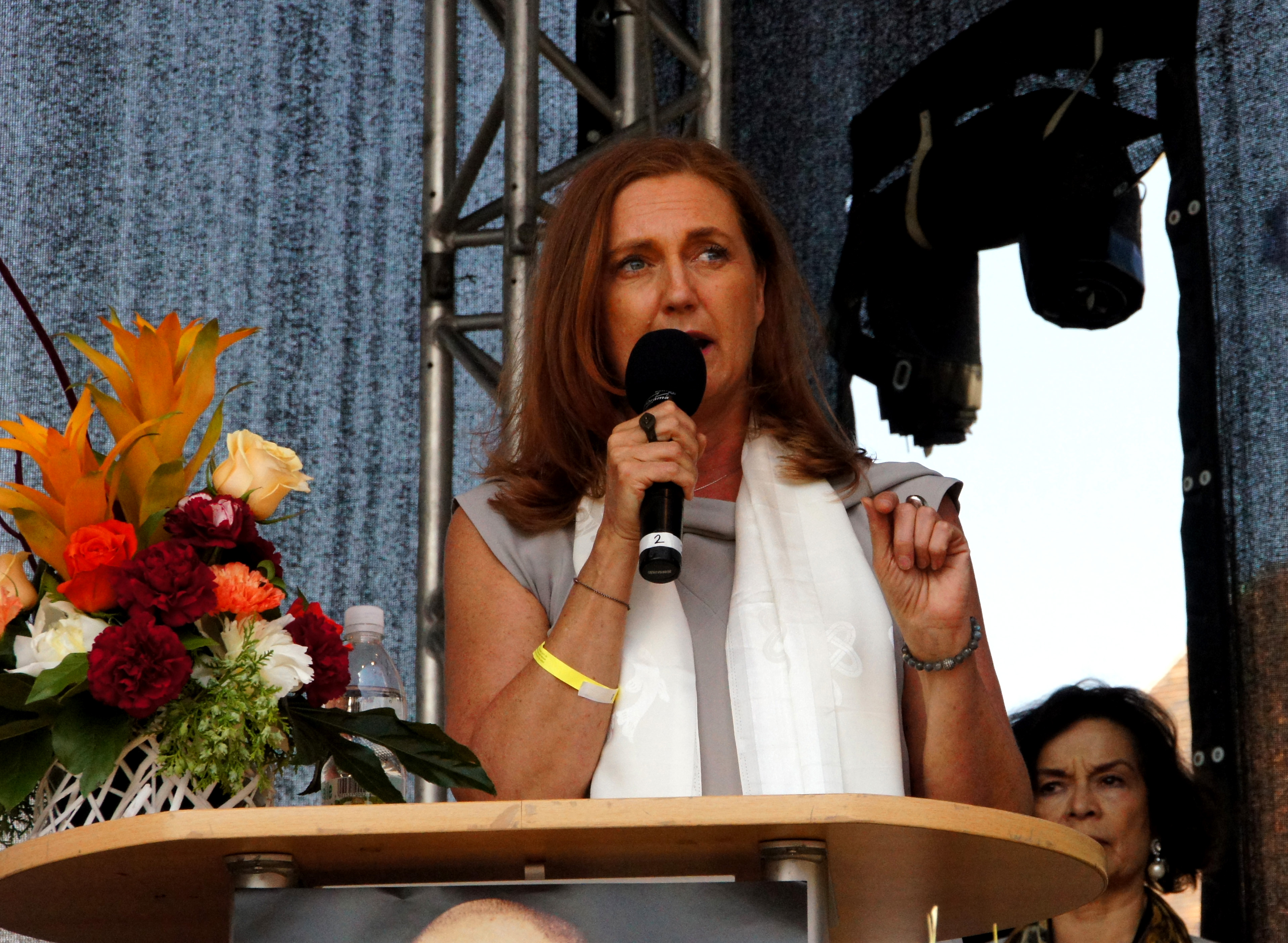
Francesca Habsburg (2012)

Francesca Thyssen-Bornemisza (* 7. Juni 1958 in Lausanne als Francesca Anna Dolores Thyssen-Bornemisza de Kászon, geschiedene Habsburg-Lothringen) ist eine schweizerisch-österreichische Kunstexpertin, Kunstvermittlerin, Sammlerin und Mäzenin.

## Leben

### Herkunft und Ausbildung
Francesca Anna Dolores Thyssen-Bornemisza ist die ältere Tochter von Hans Heinrich „Heini“ Thyssen-Bornemisza (1921–2002) aus der Ehe mit seiner 1956 geheirateten dritten Frau, dem aus Neuseeland stammenden britischen Model Fiona Campbell-Walter (* 1932; „die Heidi Klum der späten fünfziger Jahre“). Ihre Eltern ließen sich 1965 scheiden. Aus derselben Ehe stammt ihr jüngerer Bruder Lorne (* 1963), aus der ersten Ehe ihres Vaters hat sie den älteren Halbbruder Georg Heinrich (* 1950), aus der vierten Ehe stammt der Halbbruder Alexander (* 1974).
Sie wuchs bei ihrem Vater in der Villa Favorita Lugano-Castagnola am Luganersee sowie bei ihrer Mutter in London auf. Nachdem sie von 1974 bis 1977 das Nobelinternat Le Rosey am Genfersee besucht hatte, schrieb sie sich 1979 in der Londoner St Martin's School of Art ein, gab die Ausbildung aber nach zwei Jahren (1981) wieder auf. Nach dem Verlassen der Schule arbeitete sie als Schauspielerin, Sängerin und Model. Ihrem Lifestyle als Partygängerin in London in den 1980er Jahren verdankt sie ihren Ruf als „‘Chessy’, das Partygirl von London“. Nach der St Martin’s School lebte sie zehn Jahre in England, New York und Los Angeles, bevor sie Kuratorin der Kunstsammlung ihres Vaters in Lugano wurde.

### Kunstvermittlerin und Mäzenin
Während des Krieges in Kroatien Anfang der 1990er Jahre besuchte Francesca Habsburg das Land, um Erbe und Kunstwerke zu schützen. Sie engagierte sich für die Wiederherstellung von Kirchen und Gemälden, die während der Kämpfe zerstört worden waren.
Francesca Habsburg, die sich selbst lieber als Kunstvermittlerin bezeichnet, gilt als eine führende Persönlichkeit und Mäzenin in der Welt des Kunstbetriebs. Sie nimmt regelmäßig an der Biennale di Venezia teil. 2002 gründete sie in Wien gemeinsam mit dem Schauspieler Markus Reymann die österreichische Stiftung Thyssen-Bornemisza Art Contemporary (TBA21) und hat damit ihre eigene Kunstsammlung mit über 400 Werken zeitgenössischer Video- und digitaler Technik aufgebaut. Ihre Stiftung hat seit 2004 eine Ausstellungsfläche im historischen Palais Erdödy-Fürstenberg im ersten Wiener Gemeindebezirk. Francesca Habsburg zeigt dort zweimal im Jahr Werke aus der Sammlung in thematischen Ausstellungen. Die Stiftung organisiert auch Ausstellungen ihrer Sammlung weltweit. Im Wiener Augarten betreibt die Stiftung zur Gegenwartskunst seit 2012 die Ausstellung TBA21 – Augarten, deren Verlegung nach Auslaufen des Mietvertrages Ende 2017 nach Zürich im Raum stand. Im Juni 2016 gab sie dann bekannt, doch mitsamt ihrer Sammlung in Österreich bleiben zu wollen. So „habe sich seit ihrem Aufschrei im Vorjahr einiges geändert: ‚Es weht ein neuer Wind.‘“. Mit dem neuen Kulturminister Thomas Drozda (SPÖ) sei das Klima sehr offen für Kollaborationen zur Internationalisierung der österreichischen Kunst- und Kulturszene. Überhaupt seien mit allen Seiten gute Gespräche gelaufen. Sie sieht das TBA21 als „kein Museum, sondern eher [als] ein Kulturzentrum.“

### Privatperson
Francesca Thyssen-Bornemisza lernte Karl Habsburg-Lothringen, Sohn von Otto Habsburg-Lothringen und damit Enkel des letzten österreichischen Kaisers Karl I., kennen. In der Kapuzinergruft, der Familiengruft der Habsburger, machte ihr Karl Habsburg den Heiratsantrag: „Wie würde es dir gefallen, hier einmal begraben zu liegen?“, wurde er vom Daily Telegraph zitiert. Francesca wurde Katholikin und die beiden heirateten in einer medial beachteten Hochzeit in Mariazell am 31. Jänner 1993.
Gemeinsam haben sie die drei Kinder Eleonore (* 28. Februar 1994), Ferdinand Zvonimir (* 21. Juni 1997), der im Motorsport Karriere macht, sowie Gloria (* 15. Oktober 1999). Die Familie lebte zehn Jahre lang in Salzburg und übersiedelte danach nach Wien. 2003 trennte sich das Ehepaar, nach der Volljährigkeit ihrer Kinder ließen sie sich 2018 heimlich scheiden. Ob sie danach ihren Familiennamen beibehielt oder auf den früheren Namen wechselte, ist nicht dokumentiert. Das blieb längere Zeit verborgen, da im Hause Habsburg eine Scheidung kaum denkbar schien. Die Zeitschrift News zitierte Otto Habsburg, Francescas Schwiegervater, einst: „Mein Sohn ist katholisch genug, daß er weiß, was er tut“, was jedoch von ihr bestritten wird.
2022 heiratete Karl Habsburg-Lothringen seine langjährige portugiesische Lebensgefährtin Christian Reid.
Francesca Habsburg lebt in London und in der Wiener Inneren Stadt in einem Loft über einem Ausstellungsraum mit Werken ihrer Sammlung.
Im November 2009 wurde sie im Zusammenhang mit ihrer seit 2002 in Wien ansässigen Stiftung Thyssen-Bornemisza Art Contemporary (T-B A21) mit dem Goldenen Verdienstzeichen des Landes Wien ausgezeichnet. Dem damaligen Kulturstadtrat Andreas Mailath-Pokorny zufolge „habe Wien nicht nur eine wichtige Kulturadresse hinzu gewonnen“ und „durch ihr vielseitiges Wirken und ihren hohen Grad an Vernetzung sei Habsburg auch eine herausragende Botschafterin der Kunst, auf die Wien stolz sei“. In ihrer Dankesrede meinte  Habsburg:

„Es ist eine große Ehre, diese Auszeichnung vom Land Wien zu erhalten und ich bin dafür sehr dankbar! Ich lebe sehr gerne hier und fühle mich durch meine Arbeit mit T-B A21 als Teil des kulturellen Lebens in Wien. Bis jetzt hatte ich allerdings immer das Gefühl, dass unser Beitrag nicht sichtbar wahrgenommen wurde! Diese Auszeichnung hat das geändert! Ich freue mich sehr darüber!“

2015 versuchte sie, von Wien „nach Hause zurück“ in die Schweiz unter Mitnahme ihrer Sammlung zeitgenössischer Kunst zu übersiedeln. Gegenüber der Schweizer SonntagsZeitung habe sie in einem Interview Anfang November 2015 zu Wien Stellung bezogen: „‚Österreich ist doch nicht meins. Ich bin dort nicht zu Hause‘. Und im Gegensatz zur zunehmenden Internationalisierung Zürichs sei ‚Wien sehr statisch‘.“
Im Juni 2016 gab sie bekannt, doch in Wien zu bleiben:

„Die Kunstmäzenin unterstrich am Freitag bei der Präsentation einer neuen Ausstellung in der TBA21, dass ihr die Bundespräsidentenwahl die Augen geöffnet habe: ‚Wir müssen alles, was wir können, in den Kampf gegen diese nationalistischen Bewegungen einbringen.‘ Die vergangenen Wochen hätten ihr gezeigt, dass der Grund, weshalb sie die vergangenen 25 Jahre in Österreich verbracht und ihre Kinder großgezogen habe – die offene, freie Gesellschaft – gefährdet sei. ‚Der Sieg ist nicht selbstverständlich‘, so Habsburg. Schließlich seien die Rechten auf dem Vormarsch: ‚Sie sind alle um uns herum – das wird sich nicht ohne Kampf und Streit ändern.‘“

Ihr früherer Ehemann hat den amtlichen österreichischen Namen Karl Habsburg-Lothringen; sie ist in ihrem Schweizer Pass als Francesca von Habsburg eingetragen.

### Genealogische Einordnung
Francesca, geborene Thyssen-Bornemisza, ist die Ur-Enkelin von August Thyssen (1842–1926) und Enkelin von Heinrich Thyssen-Bornemisza (1875–1947), Carmen Thyssen-Bornemisza (* 1943) ist ihre Stiefmutter. Des Weiteren ist Margit von Batthyány, die im Zusammenhang mit dem Massaker von Rechnitz in Verbindung steht, eine Tochter von Heinrich Thyssen-Bornemisza und ist damit eine Tante von Francesca Habsburg.

## Auszeichnungen
- 2009: Goldenes Verdienstzeichen des Landes Wien[14]